# 棒叶鸢尾兰
棒叶鸢尾兰（学名：Oberonia myosurus）为兰科鸢尾兰属下的一个种。

## 扩展阅读
- 維基物種上的相關：棒叶鸢尾兰